# Wólka Kożuchowska
Wólka Kożuchowska dawniej też Wólka Radlińska lub Wola Kożuchowska tudzież Radlińska – wieś w Polsce położona w województwie mazowieckim, w powiecie białobrzeskim, w gminie Wyśmierzyce.
Wieś szlachecka Wola Kożuchowska położona była w drugiej połowie XVI wieku w powiecie wareckim ziemi czerskiej województwa mazowieckiego. W latach 1975–1998 miejscowość administracyjnie należała do województwa radomskiego.
Wierni Kościoła rzymskokatolickiego należą do parafii św. Teresy z Ávili w Wyśmierzycach.